# ガストン2世・ド・フォワ (カンダル伯)
ガストン2世・ド・フォワ（Gaston II de Foix, comte de Candale, 1448年 - 1500年3月25日）は、フランス貴族で、カンダル伯（ケンダル伯）およびブノージュ伯。南フランスの有力なフォワ家の分家の出身であり、初代ケンダル伯ジャン・ド・フォワとマーガレット・カーダストンの息子である。

## 生涯
ガストンはフランスにおいてブノージュ伯位を継承した。また、ケンダル伯ジョン・ド・フォワの相続人としてイングランド貴族の称号も主張し続け、そのためカンダル伯（ケンダル伯）の称号を名乗った。
ガストンは最初にフォワ伯ガストン4世とナバラ女王レオノールの末娘カトリーヌと結婚した。2人の間には4子が生まれた。
- ガストン3世（1536年没） - カンダル伯
- ジャン - ボルドー大司教
- ピエール - 嗣子なく死去
- アンヌ（1484年 - 1506年） - ハンガリー王ウラースロー2世と結婚[3][4]

1494年、アラン1世・ダルブレの娘イザベルと再婚し、4子をもうけた。
- アラン - カスティヨン子爵。フランソワーズ・ド・モンペザ・デ・プレと結婚
- ルイーズ（1534年没） - エピノワ伯フランソワ・ド・ムランと結婚
- アマニュー（1541年没） - カルカソンヌおよびマコン司教
- マルグリット